# Mario Tiberi
Mario Tiberi (Roma, 14 marzo 1940) è un economista italiano.
Nato da genitori abruzzesi, originari di Rosciolo dei Marsi (L'Aquila), si è laureato con lode in Economia alla Sapienza Università di Roma il 1º marzo 1963, con una tesi dal titolo “Oligopolio e azione pubblica”, relatore Federico Caffè. Tra i suoi docenti Bruno de Finetti, al quale ha dedicato una pubblicazione nel 2015.

## Carriera accademica

### Incarichi principali
Inizia l’attività universitaria come assistente volontario alla Cattedra di Politica Economica di cui era titolare Caffè e, da allora, ha percorso tutti i gradini della carriera accademica nella stessa Facoltà fino a divenire professore ordinario di Politica economica. In tale veste ha insegnato nelle sedi dell’Universidad del Salvador, in Argentina, della Sapienza a Civitavecchia, con una parentesi da professore incaricato di Economia Politica nell’anno accademico 1970-71 all’Università degli Studi di Perugia.
È stato relatore a numerosi convegni internazionali, svoltisi in Italia e all'estero.
Ha, inoltre, ricoperto l’insegnamento economico nei Corsi di studio in Servizio Sociale presso la Facoltà di Lettere e Filosofia della Sapienza Università di Roma.

### Altre attività accademiche
Ha insegnato nel Master in “Economia Pubblica ed Economia Sanitaria” organizzato dal Dipartimento di Economia Pubblica della Sapienza Università di Roma in collaborazione con l’INPDAP.
Docente nel Master in “State Management and Humanitarian Affairs”, organizzato dalla Sapienza Università di Roma d’intesa con l’Università di Belgrado e l’Università di Sarajevo.
Ha insegnato nel Master in “Politiche di sviluppo e coesione e valutazione degli investimenti pubblici” organizzato dalla Sapienza Università di Roma d’intesa con gli atenei di Tor Vergata e Roma Tre.
Docente nei Master in lingua inglese “European and International Policies and Crisis Management” organizzato dal Centro Interdipartimentale Eurosapienza. In tale corso di studio è stato membro del Consiglio didattico-scientifico, oltre che coordinatore del modulo “Economics”, con l’attività didattica che ha avuto luogo nelle Università di Belgrado, Dnipro, Sarajevo, Sinferopoli, l’Università economico nazionale di Ternopil e l’Università Internazionale di Kiev.

### Attività extra-universitarie
Negli anni 1986-1992 ha coordinato un gruppo di lavoro, composto da docenti di varie Università italiane (Marina Capparucci, Carmela D’Apice, Giuseppe Della Torre, Francesco Farina, Maurizio Franzini, Giuseppe Garofalo, Claudio Gnesutta, Paolo Guerrieri Paleotti, Pier Carlo Padoan, Felice Roberto Pizzuti) che hanno svolto attività di formazione di quadri sindacali della CGIL.
Negli anni 1996-2002 ha insegnato in numerosi corsi su problemi di politica economica, organizzati presso le sue sedi di Acireale, Bologna, Caserta e Reggio Calabria, dalla Scuola Superiore della Pubblica Amministrazione con il coordinamento del Professor Giuseppe Pennisi.
Negli anni 1998-2001 è stato docente e coordinatore didattico di corsi multidisciplinari comprendenti la trattazione dei problemi ambientali, presso la “Scuola Superiore Energia e Ambiente” di Feroleto Antico.
Negli anni 2016-2019 è stato docente e coordinatore del corso multidisciplinare di Alta Formazione in Studi Europei per l’America Latina, svolto a Buenos Aires su iniziativa del Consorzio Interuniversitario Italiano per l’Argentina (CUIA).
Nel corso degli anni ha pubblicato numerosi articoli su periodici e quotidiani, nazionali e regionali.

## Attività scientifica
Tra le sue principali pubblicazioni, il primo lavoro (1) ha tratto origine dalla tesi di laurea e contiene la presentazione degli elementi essenziali dei due contributi apportati in quegli anni alla teoria dell’oligopolio, quale forma di mercato predominante nel capitalismo contemporaneo: quello di Paolo Sylos Labini, centrato soprattutto sulle caratteristiche del progresso tecnico; l’altro, quello di Joe S. Bain, basato, invece, sull’insieme delle “barriere all’entrata”.
In entrambi i casi si constatava l’inevitabile conseguenza della riduzione della concorrenza, che richiedeva quindi l’intervento correttivo delle istituzioni pubbliche, attraverso l’adozione di varie misure.
Successivamente la ricerca si è rivolta ad un tema tornato ad essere di grande attualità in quegli anni, cioè l’analisi delle determinanti della distribuzione funzionale del reddito. Il lavoro è stato realizzato in gran parte durante il soggiorno biennale presso il King’s College dell’Università di Cambridge nel Regno Unito, dove si è avvalso, come advanced student  della supervisione di Luigi Pasinetti e di Joan Robinson, protagonisti del dibattito.  Tale lavoro (2) presentava un’attenta rassegna critica dei principali orientamenti teorici: neoclassico, keynesiano e neoricardiano.
Successivamente sono state le vicende dell’Impero britannico ad attrarre l’interesse per vari anni, con la ricostruzione dei dati riguardanti la bilancia dei pagamenti della Gran Bretagna fino alla prima guerra mondiale. Tale periodo, che ha richiesto numerosi soggiorni di studio all’Università di Cambridge, ma anche all’Università di Chicago e a Berkeley,   ha visto la pubblicazione di successivi stati di avanzamento della ricerca fino alla conclusiva monografia, pubblicata, prima in italiano (3) e, successivamente, in inglese (4). Quest’ultima edizione è stata così recensita a settembre 2005 in EH.Net:
(Elise S. Brezis, Economic History Association)
L’attenzione per l’evoluzione del capitalismo maturo si è espressa in due modi: da un lato con contributi dedicati all’esperienza di singoli Paesi (5-7) e, dall’altro, con lavori, individuali o di gruppo, che hanno esaminato, invece, i processi più generali verificatisi negli ultimi decenni nell’economia mondiale (8-14).
Vari saggi sono stati dedicati al proprio Maestro, Federico Caffè, di cui è stata presentata una visione personale del suo profilo di intellettuale e di economista: riformista radicale portatore di una sintesi tra economia, etica e storia. Quindi, sempre proteso a suggerire misure per realizzare un “più alto tipo di società”, identificato “in quel tanto di socialismo che appare realizzabile nel contesto del capitalismo conflittuale con il quale è tuttora necessario convivere”.  Con la conseguente impostazione di considerare la teoria economica “come guida all’azione”, perciò pronta a cogliere con atteggiamento “eclettico” tutti gli spunti utili provenienti da qualsiasi scuola, anche se con il richiamo fondamentale al messaggio keynesiano “che affida alla responsabilità dell’uomo le possibilità del miglioramento sociale”. Inoltre, carattere peculiare del suo essere Maestro è stato considerare “pericolosa …la precostituzione di sentieri di indagine obbligati per coloro che siano ai primi passi della ricerca” (15-17).
Nel 2006, in occasione del Centenario della nascita della Facoltà di Economia della Sapienza Università di Roma, il Dipartimento di Economia pubblica gli ha affidato il compito di illustrare il contributo degli economisti (18).
Successivamente ha potuto rendere omaggio ad un altro dei suoi Maestri, Bruno de Finetti, in occasione del Convegno, svoltosi nella Facoltà di Economia della Sapienza Università di Roma, per la presentazione della raccolta dei suoi saggi, inseriti nel volume, curato da Giuseppe Amari e Fulvia de Finetti, “Bruno de Finetti. Un matematico tra utopia e riformismo”, edito da Ediesse nel 2015 (19).

## Attività istituzionali
Negli anni accademici 1977-1983 è stato rappresentante, prima eletto e poi rinnovato per altri due bienni, dei professori incaricati stabilizzati nel Consiglio di Amministrazione della Sapienza Università di Roma.
Negli anni accademici 1981-2001 ha coordinato, presso la stessa Università, il Gruppo di iniziative per gli studenti disabili, costituito per iniziativa del Rettore Ruberti, che ha posto l’Università all’avanguardia nell’offerta di servizi nell’ambito della disabilità studentesca.
Negli anni accademici 1996-2001 è stato membro del Consiglio di Amministrazione dell’Azienda per il Diritto allo Studio Universitario (ADISU), su designazione della Sapienza Università di Roma.
Nell’anno accademico 2000-2001 ha coordinato la Commissione istruttoria per la realizzazione di un Corso triennale, in orario serale, nella Facoltà di Economia della Sapienza Università di Roma. Tale iniziativa, ancora esistente nella Facoltà, rappresenta una rara esperienza nel mondo accademico italiano.
Negli anni accademici 2006-2010, è stato Segretario di Presidenza, oltre che difensore degli studenti nella stessa Facoltà.

## Curiosità
- Ha contribuito alla sceneggiatura del film “L’ultima lezione”, con la regia di Fabio Rosi, tratto dal libro “L'ultima lezione. La solitudine di Federico Caffè scomparso e mai più ritrovato” di Ermanno Rea, edito da Einaudi[12][13].

## Principali pubblicazioni
1. M. Tiberi, "Aspetti della concorrenza tra grandi imprese e connessi problemi di politica economica", in "Studi Economici", set.-dic., Anno XX, N. 5-6, 1965.
2. M. Tiberi, "La distribuzione del reddito nei modelli di sviluppo e di equilibrio economico generale", in "Studi Economici", Giuffrè, Milano, 1969.
3. M. Tiberi, "I conti dell'Impero britannico. La dimensione quantitativa degli investimenti internazionali della Gran Bretagna dal 1799 al 1914", Carocci, Roma, 2002, ISBN 978-8-843-02190-1.
4. M. Tiberi, "The Accounts of the British Empire. Capital flows from 1799 to 1914", Ashgate, Aldershot (UK), 2005, ISBN 978-1-138-62261-6.
5. M. Tiberi, "Il dibattito sul Welfare State in Gran Bretagna", in "Impresa Sociale", mag.-giu. 1996.
6. M. Tiberi, "La new economy, ideale e reale", in G. De Filippi e G. Pennisi (a cura di), "La net economy nella pubblica amministrazione", Scuola Superiore della Pubblica Amministrazione, Roma, 2002.
7. M. Tiberi ed E. Lombardo, "L'inflazione è uguale per tutti?", in "Dis/Uguaglianze", vol. 4, luglio 2003.
8. M. Tiberi, "Caratteristiche vecchie e nuove dei processi di internazionalizzazione", in "Modernizzazione e Sviluppo", mag.-dic. 1998.
9. M. Tiberi, "Globalizzazione o imperialismo?", in "Quaderni della Sardegna", nov.-dic. 2002
10. M. Tiberi, "Uno sguardo di fine secolo all'economia mondiale", in N. Acocella, G.M. Rey, M. Tiberi (a cura di), "Saggi di politica economica in onore di Federico Caffè", volume III, Franco Angeli, Milano, 1999, ISBN 978-8-820-46354-0.
11. N. Acocella, G. Ciccarone, M. Franzini, L.M. Milone, F.R. Pizzuti e M. Tiberi, "Rapporto su povertà e disuguaglianza negli anni della globalizzazione", Pironti, Napoli, 2004, ISBN 978-8-879-37321-0.
12. M. Tiberi, "Poverty and inequality in the years of globalization", in "Journal of European Economy", dicembre 2007.
13. M. Tiberi, "Some considerations on the international economic crisis", in "Instituto de investigaciones economicas, Estudio Especial", nº 3, Julio 2009; reprinted as "Algunas consideraciones sobre la crisis económica internacional", "Perspectivas", Oct-Dic. 2009, Año 1, Nú.1.
14. M. Tiberi, "Globalizzazione, multilateralismo e regionalismo: uno sguardo all’Europa e al Sud America", in "Revista del Departamento de Ciencias Sociales", Universidad Nacional de Luján, Vol. 04, n. 03, 2017.
15. M. Tiberi, "Ricordo di Federico Caffè", in "Giornale degli Economisti", aprile 1997.
16. N. Acocella e M. Tiberi, "Federico Caffè: the man, the teaching, and the intellectual path", in "World Economics Association Newsletter", 4(1), febbraio 2014[14].
17. M. Tiberi, "Federico Caffè, riformista radicale", in "Economia e Lavoro", LIV, 1, gen.–apr. 2020, ristampato in L. Vasapollo, J. Arriola e R. Martufi, "Volta la carta…nel nuovo sistema economico-monetario: dal mondo pluripolare alle transizioni al socialismo", Edizioni Efesto, Roma, 2020.
18. M. Tiberi con la collaborazione di Anna Frinolli, "Gli insegnamenti economici", in R. Cagiano de Azevedo (a cura di), "La Facoltà di Economia. Cento anni di storia 1906-2006", Rubbettino, Soveria Mannelli, 2006, ISBN 978-8-849-81172-8.
19. M. Tiberi (a cura di), "Riflessioni sull’opera di Bruno de Finetti. Probabilità, economia, società", Sapienza Università Editrice, Roma, 2019, ISBN 978-8-893-77121-4.